# IRIX
IRIX – system operacyjny z rodziny Unix dostępny na 32- i 64-bitowej architekturze MIPS, tworzony przez SGI.
Ostatnia wydana wersja to 6.5.30 z 16 sierpnia 2006 roku.
Do wersji 6.5.22 istniały dwie podwersje maintenance oraz feature, z których pierwsza odpowiadała wersji stable, a druga mniej więcej wersji development innych programów.
System może być znany z gry Freeciv, która na niego powstała (na długo przed portami na inne platformy, w tym GNU/Linuksa), IRIX był ulubionym systemem jednego z autorów.